# Квиллен, Даниель
Даниель Грей (Дэн) Квиллен (англ. Daniel Gray "Dan" Quillen; 22 июля 1940 — 30 апреля 2011) — американский математик. Известен тем, что является «главным архитектором» высшей алгебраической К-теории, за что был награждён премией Коула в 1975 году и Филдсовской премией в 1978 году.

## Образование и карьера
Квиллен родился в Ориндже, штат Нью-Джерси. Он поступил в Гарвардский университет, где получил степень бакалавра (1961) и защитил кандидатскую диссертацию (1964) под руководством Рауля Ботта в области дифференциальных уравнений в частных производных.
После получения докторской степени Квиллен получил место в Массачусетском технологическом институте. Однако он также провел несколько лет в ряде других университетов. Этот опыт оказался важным для определения направления его исследований. Он посетил Францию дважды: сначала, благодаря фонду Альфреда Слоуна, во время 1968/69 учебного года, где на него оказал сильное влияние Гротендик, а затем — в течение 1973—1974 годов благодаря фонду Гуггенхайма. В 1969—1970 годах он был приглашённым членом Института перспективных исследований в Принстоне, где попал под влияние Майкла Атьи.
В 1978 году Квиллен получил медаль Филдса на Международном конгрессе математиков, который состоялся в Хельсинки.
Квиллен вышел на пенсию в конце 2006 года. 30 апреля 2011 года умер во Флориде из-за осложнений болезни Альцгеймера.

## Математический вклад
Наиболее известный вклад Квиллена (также упоминаемый в его награждении медалью Филдса) состоит в формулировке высшей алгебраической К-теории в 1972 году. Этот новый инструмент, который формулируется в терминах теории гомотопий, оказался успешным в формулировании и решении основных проблем в области алгебры, в частности — в теории колец и теории модулей. В более общем плане Квиллен разработал инструменты (в частности, теорию модельных категорий), которые дали возможность применить алгебро-топологические инструменты и в других контекстах.
До своей новаторской работы по определению высшей алгебраической К-теории Квиллен работал над гипотезой Адамса, которая была сформулирована Фрэнком Адамсом в теории гомотопий. Его доказательство гипотезы использовало методы из теории модулярных представлений групп, которую он впоследствии использовал для работы над когомологиями групп и в алгебраической К-теории. Он также работал над комплексным кобордизмом, показав, что его формальный групповой закон, по сути, является универсальным.
В связанной работе он также дал доказательство гипотезы Серра о тривиальности векторных расслоений в аффинном пространстве (или, эквивалентно, о том, что любой конечнопорождённый проективный модуль над кольцом многочленов является свободным). Он также является автором (вместе с Деннисом Салливаном) рациональной теории гомотопий.